# محمدولی کمینه
محمدولی کمینه (زادهٔ ۱۱۹۰ هجری قمری در سرخس، درگذشتهٔ ۱۲۶۰ قمری) از شعرای ترکمن است.

## زندگی‌
محمدولی (مآمد ولی) در سال ۱۱۹۰ هجری قمری در در خانواده‌ای تهیدست در ناحیهٔ سرخس به دنیا آمد. تحصیلات ابتدایی را در مکتبخانه‌های سرخس به پایان رساند و  در خیوه و بخارا به تحصیلات عالیه پرداخت. با زنی به نام قربان‌بخت ازدواج کرد و صاحب دو پسر به نام‌های خدایار و الله‌یار شد. قربان‌بخت، ۲۹ سال پس از زندگی مشترک درگذشت. مرگ او تأثیر زیادی بر شاعر گذاشت. محمدولی اشعار عاشقانه‌ و اندوهباری دربارهٔ همسر درگذشته‌اش سروده‌است. پس از قربان‌بخت، محمد ولی دوبار دیگر ازدواج کرد. همسر دوم او، خینای ماما، هم پس از مدتی درگذشت. با همسر سومش، جماگل، تا پایان عمر زندگی کرد. 
محمدولی لقب کمینه را به سبب فروتنی به عنوان تخلص شعری خود برگزید: یعنی کم‌ترین، کوچک‌ترین. او مخدوم‌قلی فراغی، عارف و شاعر شهیر ترکمن، را استاد خود می‌دانست و به اشعار ملانفس از دیگر شاعران هم عصر خود بسیار ارج می‌گذاشت. 
محمدولی کمینه در سال ۱۲۶۰ هجری قمری در سن هفتاد سالگی درگذشت.

## ویژگی‌ها و مضامین شعری
«کمینه» را نماینده ادبیات ترکمن در اواخر قرن هیجده و نیمه نخست قرن نوزده می‌دانند. موضوع اشعار و آثار منثور او، که در دیوان کمینه گرد آمده، بسیار متنوع است. آثار او تصویری روشن از فقرا، قاضات، زنان، جنگ و روحانیت را در زمانهٔ شاعر به دست می‌دهد و ریاکاری، فساد، پول‌پرستی را محکوم می‌کند. قهرمانان اشعار او ناامید نیستند، شوخ‌طبع و بذله‌گویند.انتقاد به نابرابری‌های اجتماعی، رویدادهای واقعی در زندگی مردم ترکمن و مضامین عاشقانه و اشعار طنزآمیز اجتماعی در آثار او به چشم می‌خورد.
اوزان اشعار و ابیات ترکمنی  هجایی هستند، اشعار محمد ولی کمینه بیشتر ۱۴ هجایی و به صورت ۷+۷ هجایی‌ست.

## پیونده به بیرون
- بررسی تطبیقی سیمای «زن بد» در شعر «یامان هلی» از «محمد ولی کمینه» (شاعر ترکمن) با شعری از باب هفتم بوستان سعدی
- درآمدی تطبیقی بر انتقادهای سیاسی-اجتماعی محمدولی کمینه (شاعر ترکمن) و ملک الشعرا بهار